# Riccardo Muti
Pour les articles homonymes, voir Richard (prénom) et Muti.
Riccardo Muti, né le 28 juillet 1941 à Naples, est un chef d'orchestre italien.
Considéré comme l'un des plus grands chefs d'orchestre de sa génération, il s'inscrit, par son style et son tempérament, dans la lignée d'Arturo Toscanini,. Successivement directeur musical de l'Orchestre Philharmonia, de l'Orchestre de Philadelphie, de l'Orchestre de la Scala de Milan et de l'Orchestre symphonique de Chicago, il a entretenu une longue collaboration avec l'Orchestre philharmonique de Vienne. Il est l'un des grands interprètes du répertoire lyrique italien, et surtout des opéras de Verdi, mais aussi des opéras de Mozart et de tout le grand répertoire symphonique.

## Biographie

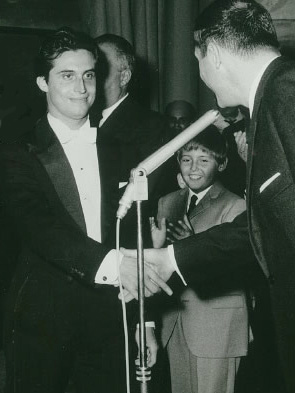
Riccardo Muti, lauréat du Prix Guido Cantelli en 1967, au Théâtre Coccia à Novare, en Italie.

Riccardo Muti est né à Naples mais il a passé son enfance, jusqu'à l'âge de seize ans, à Molfetta dans les Pouilles, ville dont son père était originaire. Il grandit dans une famille de mélomanes. Son père, Domenico Muti, était médecin de profession et ténor amateur ; sa mère, Gilda Selli Pellito, napolitaine, était la mère de cinq enfants.
Il a huit ans quand il commence l'étude du violon ; à treize ans, il bifurque vers le piano. Il termine ses études secondaires à Naples au Liceo classico Vittorio Emanuele II, puis suit des études universitaires de philosophie. Dans le même temps, il étudie le piano avec Vincenzo Vitale au Conservatoire San Pietro a Majella de Naples, où il obtient un diplôme avec mention. En 1960, il est incité par le directeur du conservatoire, Jacopo Napoli, à se consacrer à la direction d'orchestre. C'est en 1962, après avoir quitté la Faculté de philosophie de Naples, qu'il s'installe à Milan à l'invitation de Jacopo Napoli, devenu le directeur du Conservatoire Giuseppe Verdi. Il y étudie la composition avec Bruno Bettinelli et la direction d'orchestre avec Antonino Votto. Il étudie aussi la composition avec Nino Rota.
Après avoir remporté le premier prix du Concours Guido Cantelli en 1967, il devient chef de l'Orchestre du Mai musical florentin et sa renommée devient internationale. Il dirige en 1971 au festival de Salzbourg et succède à Otto Klemperer à la tête du Philharmonia Orchestra. En 1980, il prend la direction de l'Orchestre de Philadelphie, où il succède à Eugene Ormandy, puis la tête de la Scala de Milan de 1986 à 2005. En mai 2008, il est nommé directeur musical par l'Orchestre symphonique de Chicago à compter de la saison 2010-2011.
Il est invité à diriger le Concert du nouvel an de l'Orchestre philharmonique de Vienne en 1993, 1997, 2000, 2004, 2018, 2021 et 2025. Il est un des chefs invités les plus réguliers de l'Orchestre philharmonique de New York et de l'Orchestre national de France. Il a également réalisé des enregistrements avec l'Orchestre philharmonique de Berlin, l'Orchestre symphonique de la Radiodiffusion bavaroise et l'orchestre de la Royal Opera House, à Covent Garden, Londres.
À l'opéra, il a beaucoup dirigé Verdi et Mozart, ainsi que Rossini ou Puccini. Dans le domaine symphonique, il a enregistré des intégrales de Beethoven, Schubert, Schumann (à deux reprises), Brahms, Tchaïkovsky et Scriabine (symphonies, Poème de l'extase et Prométhée) et des œuvres de Mozart, Mahler (1re symphonie), Bruckner (4e et 6e symphonies), Chostakovitch (5e symphonie). Dans le domaine de la musique vocale sacrée, il a dirigé Haydn (Sept dernières paroles du Christ en croix), Rossini, Verdi et surtout une série d'œuvres assez rares de Cherubini. Il a également enregistré des pages de Stravinsky, Prokofiev, Debussy, Ravel, Chausson et Richard Strauss.
Le 12 mars 2011, alors qu'il dirige une nouvelle production de Nabucco de Verdi, à l'Opéra de Rome en inauguration des célébrations liées aux 150 ans de l'unité italienne, il accepte de bisser le célèbre « Chœur des esclaves » de l'acte III, Va, pensiero, comme lors de la création de l'œuvre à Milan en 1842. Il adresse alors un vibrant discours contre les coupes budgétaires au ministère de la Culture par le gouvernement de Silvio Berlusconi, appelant à un « Risorgimento de la culture » et demande au public de se joindre aux voix du chœur. Celui-ci s'exécute, tandis qu'une volée de tracts aux couleurs vert blanc rouge célébrant « Riccardo Muti, senatore a vita » (Riccardo Muti, sénateur à vie) tombe des dernières loges,,.
Dès septembre 2010, il est nommé Directeur musical de l'Orchestre symphonique de Chicago (CSO). Il conservera ce poste durant treize saisons, jusqu'à l'intronisation de Klaus Mäkelä. Il conserve le titre de Directeur musical émérite du CSO.
Marié à Cristina Mazzavillani, ancienne cantatrice, aujourd'hui son impresario et fondatrice du festival de Ravenne, il est le père de trois enfants : Francesco, Chiara (épouse du pianiste français David Fray) et Domenico.
En 2018, Riccardo Muti est lauréat du Praemium Imperiale.

## Discographie et vidéographie
Riccardo Muti apparaît sur plus de 200 enregistrements discographiques. Il a enregistré des opéras ainsi que de la musique orchestrale ou sacrée.

## Hommage
- (37735) Riccardomuti, astéroïde.